# Der geteilte Himmel
Der geteilte Himmel ist eine 1963 erschienene Erzählung von Christa Wolf, die 1964 von Konrad Wolf unter demselben Namen verfilmt wurde.

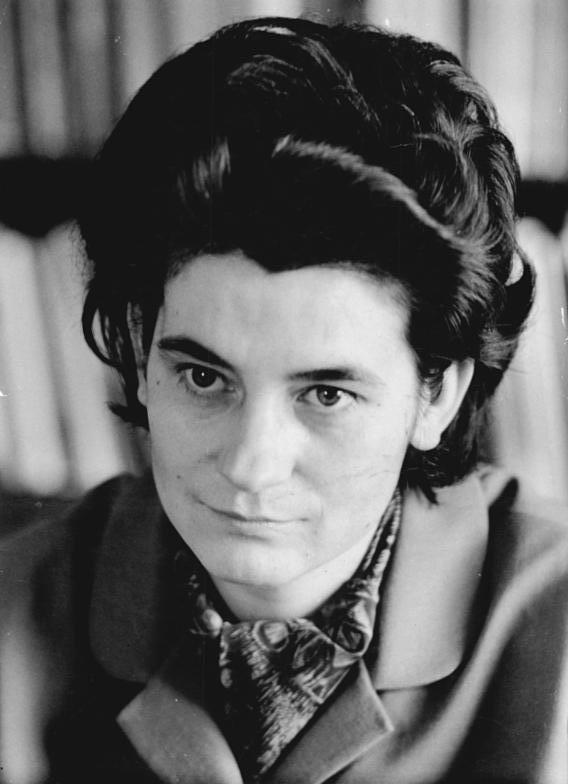
Christa Wolf 1963

## Inhalt

### Handlung
Die Erzählung, die von der neunzehnjährigen Rita Seidel und ihrem Freund Manfred Herrfurth handelt, spielt kurz vor dem Johannistag (24. Juni) des Jahres 1961, also kurz vor dem Mauerbau.
Rita und Manfred, grundverschieden – sie vom Lande, er aus der Stadt, sie schwärmerisch, er technisch-rational –, begegnen sich beim Dorftanz und werden ein Paar. Sie leben dann gemeinsam bei seinen Eltern in Halle. Manfred arbeitet als Chemiker, Rita besucht das Institut für Lehrerbildung und arbeitet als Teil ihrer Ausbildung in einer Sozialistischen Brigade des Waggonbauwerks Ammendorf.
Manfred wächst in einer zerstrittenen Familie auf. Er verliert den Glauben an das sozialistische Wirtschaftssystem, nachdem eine seiner Entwicklungen von den Wirtschaftsfunktionären der DDR abgelehnt wird. Deshalb geht er über Berlin (Ost) in den Westteil der Stadt. Rita reist ihm nach und versucht, ihn zur Rückkehr zu bewegen, doch er will bleiben. Rita aber fühlt sich im Westen fremd und fährt nach Halle zurück. Kurz darauf wird die Berliner Mauer gebaut und trennt die beiden endgültig. Rita versucht, sich umzubringen, wird dabei ohnmächtig und erwacht später im Krankenhaus. Aus der Perspektive der soeben erwachten Patientin erzählt sie rückblickend ihre Geschichte mit Manfred.

### Stil
Die ganze Erzählung findet auf zwei Ebenen statt. Die erste Ebene spielt im Krankenhaus (nach ihrem Unfall) und wird von Rita in der allwissenden Erzählerrede (auktorial) erzählt. Dort wird im Präsens beschrieben, wie ihr Leben im Krankenhaus abläuft (Gespräche mit Besuchern etc.) Diese Ebene ist folglich das Jetzt.
In der zweiten Ebene wird die ganze Handlung beschrieben, alles das, was in der Inhaltszusammenfassung steht. Diese Ebene wird im Präteritum, aber auch mit direkter Rede von einer dritten Person geschildert. Diese Person ist keine aus der Erzählung, sie ist einfach der Erzähler, der auch mehr Informationen hat als Rita selbst.
Oft sind diese Ebenen durch Kapitel getrennt, jedoch erfolgt solch ein Wechsel auch nicht selten von einem Absatz zum anderen.
Christa Wolfs Gebrauch der direkten Rede erinnert stark an den von Eveline Hasler (Anna Göldin). Genau wie bei ihr muss die direkte Rede nicht zwingend in Anführungszeichen stehen.
Abgesehen davon ist die Erzählung aber leicht verständlich formuliert. Viel mehr als der Basiswortschatz wird nicht gebraucht; dafür setzt Wolf aber historische Kenntnisse voraus, die vor allem die DDR vor dem Mauerbau betreffen.

### Rita
Anfänglich ist Rita ein junges, unerfahrenes Mädchen in einem kleinen Dorf im Osten Deutschlands. Ihre Kindheit ist sicher nicht die leichteste gewesen, sie ist ohne Vater aufgewachsen und hat die Schule wegen Geldmangel frühzeitig beenden müssen. Dennoch bekommt sie eine Arbeit im örtlichen Versicherungsbüro. Diese Arbeit jedoch gefällt ihr nicht sonderlich. Die große Wende kommt mit dem Eintreffen von Manfred und Schwarzenbach. Als sie von Schwarzenbach die Möglichkeit bekommt, ihr Leben zu ändern, zögert sie daher nicht und nimmt ihre Chance wahr. Von nun an muss sie weitgehend auf eigenen Füßen stehen, da ihre neue Umgebung, ihre neuen Bekanntschaften ihr noch fremd sind. Sie schafft es aber sehr gut, ihr Leben in der Stadt zu organisieren, vor allem durch die Hilfe ihrer Arbeitskollegen.
Mit der Zeit wird sie immer reifer und trifft zunehmend selbst Entscheidungen, indem sie z. B. in die Stadt zieht. Sie ist auch eine sehr wichtige Person für Manfred. So hört sie ihm oft geduldig zu, während dieser ihr seine Sorgen erzählt. Und oft steht sie ihm auch mit gutem Rat zur Seite. So gesehen übernimmt sie in dieser Hinsicht auch die Rolle der Eltern, für welche Manfred keine sehr innigen Gefühle hegt und die er deshalb auch nie um Hilfe bitten würde. Doch umgekehrt ist es ähnlich. Manfred muss auch des Öfteren als Tröster für Rita in Erscheinung treten.
Abschließend kann man sagen: Rita ist eine eigenständige, reife Frau geworden, die ihr Leben meistern kann und auch nach mehreren Schicksalsschlägen (Tod des Vaters, Trennung von Manfred, …) immer wieder aufsteht und weitermacht.

### Bezug zur historischen Wirklichkeit
Christa Wolf vermeidet typische Inhalte sozialistischer Propagandaliteratur, indem sie die Situation der Wirtschaft und die Gründe für die mangelhafte materielle Versorgung der Bevölkerung einfach und direkt anspricht – mehr macht die Autorin nicht. Am Ende überwiegt immer der positive zuversichtliche Gedanke, und so werden die Anforderungen des sozialistischen Regimes an die Literatur trotzdem erfüllt.
Wolf zeichnet ein realistisches Bild der Entwicklung der DDR von einer vorkommunistischen Gesellschaft ausgehend bis zum langsamen Hinführen zum Sozialismus der beginnenden sechziger Jahre. Rita und Manfred repräsentieren die beiden rivalisierenden Gesellschaftsformen der damaligen Zeit. Manfred sieht als einzige Möglichkeit gegen die Willkür und Unfähigkeit der politischen Führung in der DDR die Flucht in die BRD. Rita hingegen erkennt zwar die Mängel am sozialistischen System, doch ist sie bereit, materielle Einbußen in Kauf zu nehmen, um ihren Anteil zum Vervollkommnungsprozess der sozialistischen Idee beizutragen.

### Kurzfassung
Der Roman erzählt das Leben der Studentin Rita Seidel, die in „den letzten Augusttagen des Jahres 1961“, nach einem physischen wie psychischen Zusammenbruch im Sanatorium erwacht. Ihr Freund Manfred Herrfurth ist von einer Chemikertagung in Westberlin nicht zurückgekehrt. Rita ist zehn Jahre jünger als Manfred und stammt aus einer Arbeitergesellschaft und aus einem eher bäuerlichen Milieu, Manfred dagegen stammt aus dem Großbürgertum. Als eine von ihm verbesserte technische Spinnmaschine von Wirtschaftsbürokraten abgelehnt wird, flieht er allein in die Bundesrepublik.
Die Erzählperspektive ist nicht chronologisch, was eher untypisch für die damalige DDR-Literatur ist. Christa Wolf verwendet viele Rückblenden, wie z. B. bei der Geschichte von Manfred und Rita, d. h., sie bedient sich der Technik des analytischen Erzählens. Den Erzählrahmen bildet das Sanatorium, in dem ebenfalls viele nicht sortierte Rückblenden benutzt werden. Damit wird eine sogenannte Psychologie des Erinnerns hervorgerufen. Außerdem benutzt Christa Wolf viele Perspektivenwechsel, um den Leser zu einer Identifikation mit den Figuren zu bewegen und seine Sympathien zu lenken. Mit dem Verfahren des analytischen Erzählens wird das Ende zwischen Rita und Manfred nacherzählt.

## Film
Konrad Wolf verfilmte 1964 den Roman für die DEFA unter dem gleichen Titel. Der geteilte Himmel wurde wegen seines Inhalts und auch wegen der formalen Umsetzung in der Akademie der Künste der DDR intensiv und kontrovers diskutiert. Andererseits wurde er international mehrfach sehr anerkennend bewertet. Er erschien 1999 auf DVD und 2009 neu in der Filmedition suhrkamp, zusammen mit einer weiteren Christa-Wolf-Adaption (Selbstversuch) von Peter Vogel aus dem Jahr 1989.

## Theater
Am 19. Januar 2013 hatte eine Bühnenversion der Erzählung am Staatsschauspiel Dresden Premiere. Die Uraufführung wurde für die Bühne eingerichtet von Felicitas Zürcher und Tilmann Köhler unter Mitarbeit des Ensembles. Regie führte Tilmann Köhler. Am 20. Januar 2023 hatte das Musical Der geteilte Himmel am Mecklenburgischen Staatstheater Schwerin seine Uraufführung. 

## Verlagsausgaben
- Christa Wolf: Der geteilte Himmel, Erzählung (Illustrationen von Willi Sitte) Mitteldeutscher Verlag, Halle (Saale) 1963 (Erstausgabe DNB).
- Christa Wolf: Der geteilte Himmel, Erzählung, Reclam, Leipzig 1964
- Christa Wolf: Der geteilte Himmel, Erzählung, Weiß, Berlin-Schöneberg 1964 (erste „Westausgabe“ DNB).
- Christa Wolf: Der geteilte Himmel, Erzählung, dtv 915, Deutscher Taschenbuch Verlag, München 1973, ISBN 3-423-00915-2.
- Christa Wolf: Der geteilte Himmel, Erzählung (Mit einem Kommentar von Sonja Hilzinger), Suhrkamp, Frankfurt am Main 2008, ISBN 978-3-518-18887-3 (= Suhrkamp BasisBibliothek – Arbeitstexte für Schule und Studium, Band 87).

## Sekundärliteratur
- Martin Reso (Hrsg.): „Der geteilte Himmel“ und seine Kritiker. Dokumentation mit einem Nachwort des Herausgebers. Mitteldeutscher Verlag, Halle/Saale 1965 (DNB).
- Rüdiger Bernhardt: Christa Wolf: Der geteilte Himmel. Bange, Hollfeld 2004, ISBN 978-3-8044-1812-7 (= Königs Erläuterungen und Materialien, Band 426).
- Dieter Sevin: Christa Wolf, Der geteilte Himmel, Nachdenken über Christa T. 4., überarbeitete Auflage. Oldenbourg, München 1999, ISBN 978-3-637-01428-2 (= Oldenbourg-Interpretationen, Band 28).